# Výsadková operace u Andrijčykove a Jastrubynove
Výsadek u Andrijčykove a Jastrubynove byl sérií neúspěšných vojenských operací ruských výsadkových vojsk v Mykolajivské oblasti během rané fáze invaze na Ukrajinu. Vrtulníkový výsadek a následný střet s ukrajinskými obránci se odehrál jako součást jihoukrajinské ofenzívy ve snaze obklíčit Voznesensk překročením řeky Jižní Bug a odblokovat tak pozemním silám přístup k Jihoukrajinské jaderné elektrárně a přístup do Oděské oblasti.

## Galerie

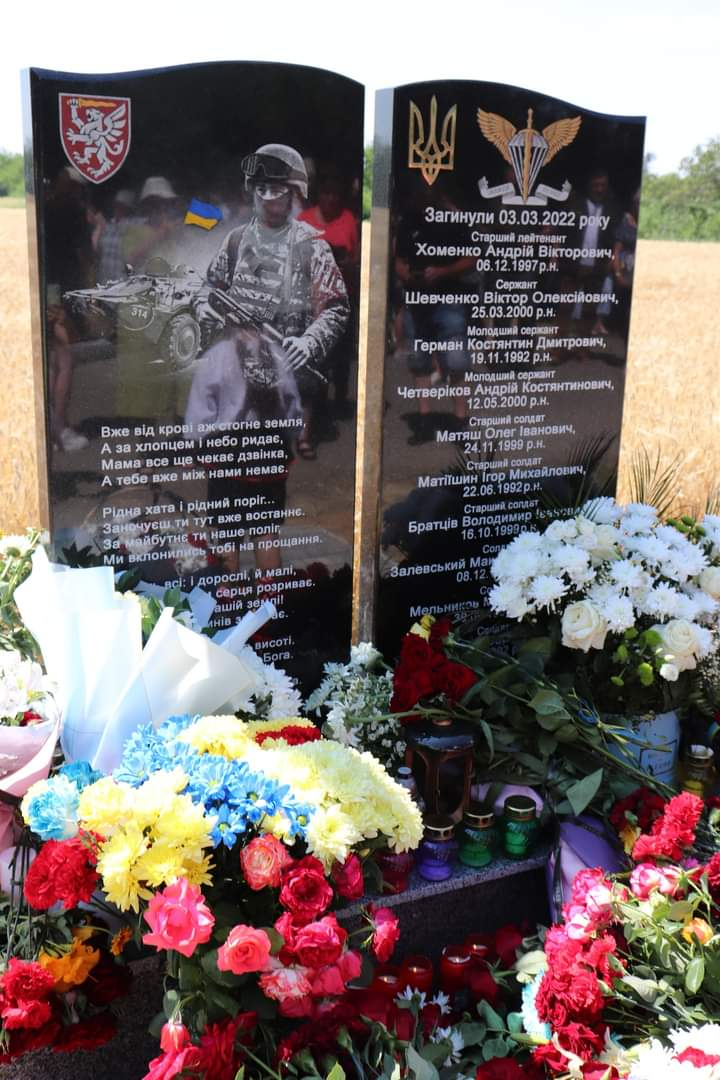
Pomník padlým
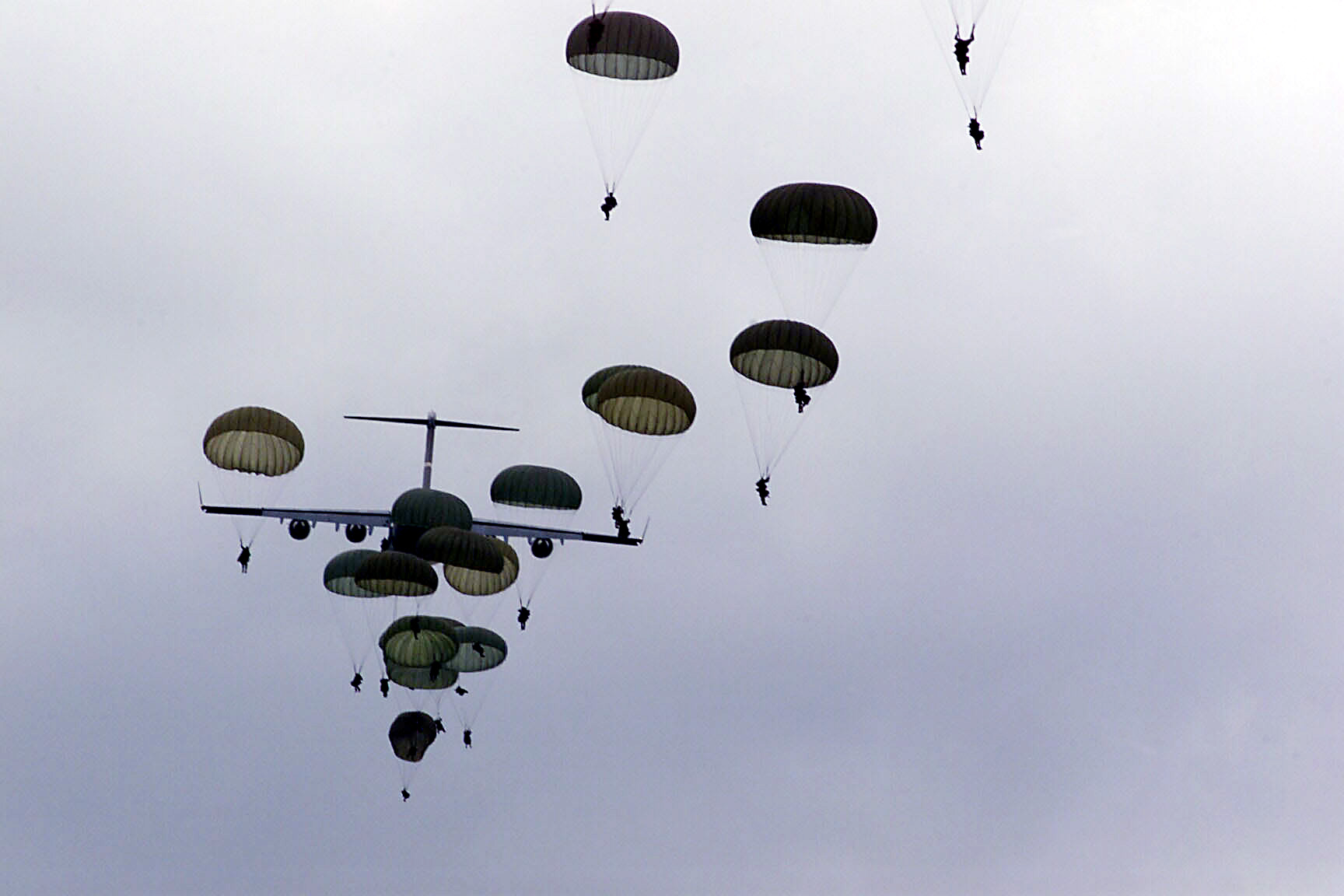
Výsadkáři 80. brigády